# 1-я испанская рота (Великобритания)
1-я испанская рота (англ. Spanish Company Number One, исп. 1.ª Compañía Española) — воинское формирование Британской армии, составленное из испанских республиканских добровольцев и действовавшее на стороне Антигитлеровской коалиции во время Второй мировой войны.
Ядро роты составили испанские добровольцы, сражавшиеся во Французском Иностранном легионе и служившие в 185-й роте иностранных рабочих. Они были эвакуированы в 1940 году в рамках операции «Динамо». Многие из них отказались подчиняться Шарлю де Голлю и вместо этого перешли на службу в Британскую армию. Поскольку использовать непосредственно в бою иностранцев по уставу Британской армии было невозможно, все испанцы перешли в Королевский сапёрный корпус, в составе которого и была образована 1-я испанская рота.
1-я испанская рота участвовала в возведении укреплений и рытьё окопов на протяжении всей войны. Ей даже позволили участвовать в некоторых операциях во время высадки в Нормандии, хотя сами испанцы в высадке 6 июня 1944 года не участвовали.